# 파이루즈 아이
파이루즈 아이(일본어: ファイルーズ あい, 1993년 7월 6일 ~ )는 일본의 여자 성우이다. 라쿤독 소속. 도쿄도 출신.

## 출연작품
애니메이션 
2019년
- 원펀맨 2기 - 여성시민A
- 덤벨 몇 킬로 들 수 있어? -  사쿠라 히비키
- Re:스테이지! 드림 데이즈♪ - 아이돌
- 칸다가와 JET GIRLS - 에밀리 오렌지

2020년
- 최애가 부도칸에 가 준다면 난 죽어도 좋아 - 에리피요
- 뮤클드리미 - 안자이 토키와
- 반짝이는 프리☆채널 - 아리스 페페론치노
- 후르츠 바스켓 - 여학생
- 몬스터 아가씨의 의사 선생님 - 케이 아르테
- 우자키 양은 놀고 싶어! - 조역
- 반요 야샤히메 - 타케치요

2021년
- 궁극 진화한 풀다이브RPG가 현실보다 망겜이라면 - 알리샤
- 트로피컬 루즈! 프리큐어 - 나츠우미 마나츠/큐어 서머

2023년
- 극장판 프리큐어 올스타즈 F - 나츠우미 마나츠/큐어 서머

2025년
- 괴수 8호: 미션 리컨 - 시노미야 키코루